# Gerda Weissmann-Klein

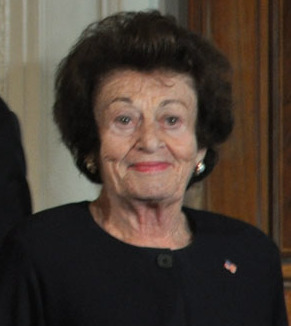
Gerda Weissmann-Klein

Gerda Weissmann-Klein (* 8. Mai 1924 in Bielitz, Polen; † 3. April 2022 in Phoenix, Arizona, Vereinigte Staaten) war eine Holocaust-Überlebende, Menschenrechtlerin und Autorin. Neben autobiographischen Werken schrieb sie auch mehrere Kinder- und Jugendbücher. Gemeinsam mit ihrem Mann Kurt Klein (* 2. Juli 1920 in Walldorf (Baden); † 19. April 2002 in Guatemala) setzte sie sich für die Aufklärung über den Holocaust, die Menschenrechte und die Erziehung zur Toleranz ein. Hierzu gründete das Ehepaar eine eigene Stiftung, The Gerda and Kurt Klein Foundation. 2008 gründete Gerda Weissmann-Klein mit ihrer Enkelin Alysa Cooper die Non-Profit-Organisation Citizenship Counts, um die Zeremonie bei Einbürgerungen zu fördern und zu gestalten.

## Leben

### Jugend

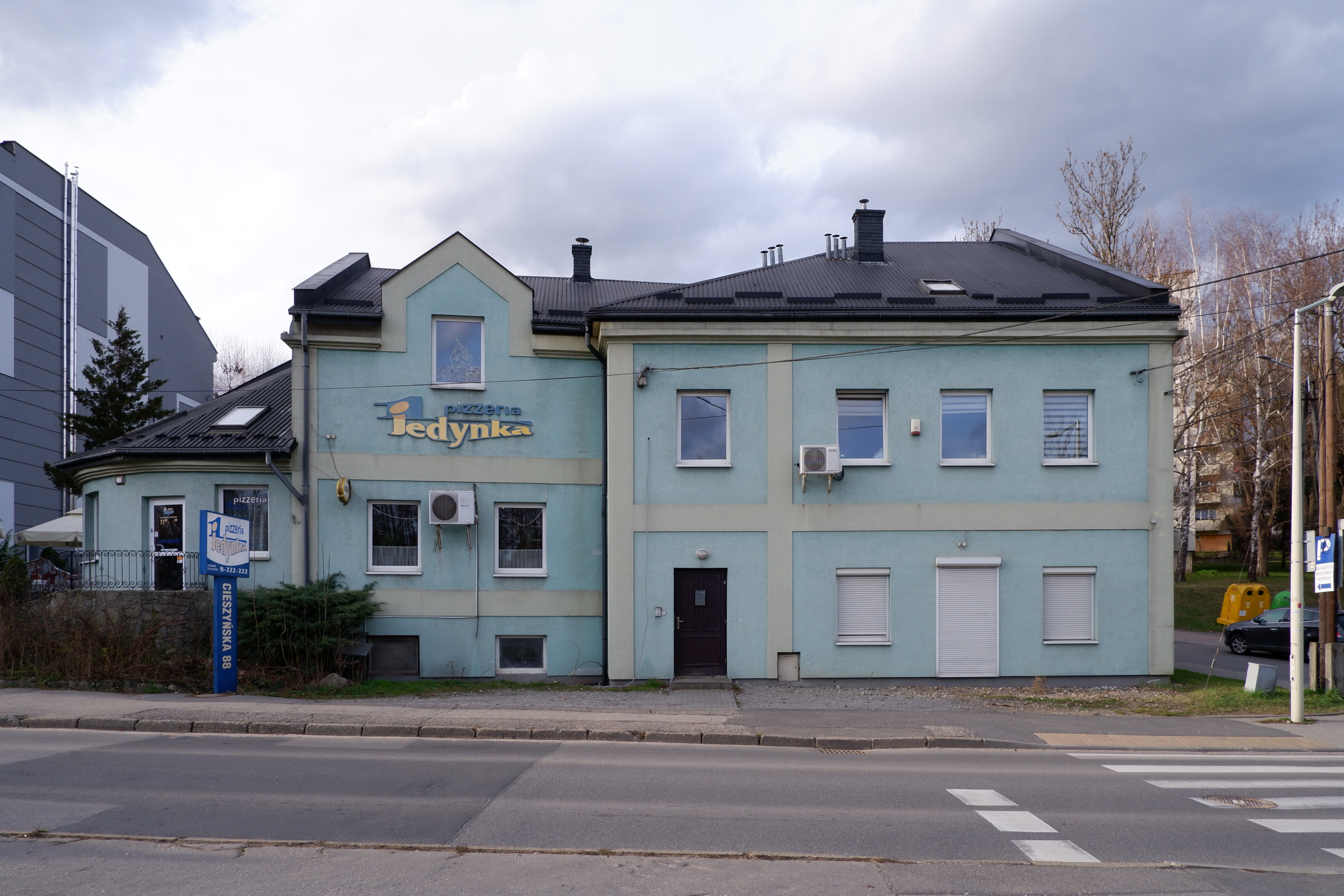
Geburtshaus von Gerda Weissmann-Klein (umgebaut, Stand 2025)

Gerda Weissmann-Klein war die Tochter von Julius Weissmann und Helene Mueckenbrunn. Ihre Muttersprache war deutsch. Sie besuchte zunächst eine öffentliche Schule und später das katholische Mädchengymnasium Notre Dame in Bielitz. Ihr älterer Bruder Arthur wurde am 18. Oktober 1939, wenige Wochen nach dem deutschen Überfall auf Polen, deportiert. Er konnte nach Kiew flüchten und ist verschollen. Am 19. April 1942 erhielten die rund 250 Juden der Stadt Bielsko den Befehl, in leerstehende, baufällige Häuser am örtlichen Güterbahnhof einzuziehen. Es entstand das Ghetto von Bielsko. Juni 1942 erfolgte die Deportation ihres Vaters in das Arbeitslager Sucha. Er wurde ermordet. Tage später wurde das Ghetto aufgelöst, Mutter und Tochter wurden getrennt. Ihre Mutter wurde vermutlich direkt in das nahe gelegene KZ Auschwitz deportiert und ermordet.

### Die Arbeitslager
Gerda Weissmann wurde in ein Durchgangslager in Sosnowitz deportiert. Dort suchten sich Betriebe aus der Umgebung arbeitskräftige Jüdinnen und Juden aus, um sie als Zwangsarbeitskräfte zu beschäftigten. Organisiert wurde das System durch die Organisation Schmelt. Am 2. Juli 1942 wurde sie zur Zwangsarbeit nach Bolkenhain in die Weberei Kramsta-Methner & Frahne AG überwiesen, nachdem sich der Fabrikdirektor die Zwangsarbeiterinnen im Dulag Sosnowitz ausgesucht hatte. In seiner Fabrik waren die Bedingungen noch am erträglichsten. Die Aufseherin, Frau Kügler, verhielt sich menschlich gegenüber den Zwangsarbeiterinnen. Im August 1943 wurde Gerda Weissmann mit einer Gruppe von 30 Mädchen nach Merzdorf in eine alte Textilfabrik überführt. Die dortige Aufseherin schlug die neu eintreffenden Häftlinge sofort mit einer Peitsche; in diesem Lager waren rund 100 Frauen inhaftiert. Gerda Weissmann musste Güterzüge entladen, die Flachs und Kohle heranschafften. Die Bedingungen in Merzdorf waren fürchterlich. Eines Tages erschien der Fabrikdirektor der Bolkenhainer Weberei, um Gerda Weissmann und ihre Freundin Ilse Kleinzähler in seine Filiale nach Landeshut (Kamienna Góra) zu holen. Am 8. und 9. Mai 1944 wurde das dortige Lager aufgelöst und die Zwangsarbeiterinnen nach Grünberg in die Textilfabrik Deutsche Wollenwarenmanufaktur AG verschleppt. Das dort angegliederte Lager der Organisation Schmelt war zu dieser Zeit zu einem Außenlager des Konzentrationslagers Groß-Rosen umgewandelt worden. Gerda Weissmann war nun ein KZ-Häftling, so wie tausend Frauen mit ihr; sie musste nun in der Spinnerei arbeiten.

### Todesmarsch
Im Januar 1945 wurde das Lager aufgelöst, die Frauen wurden auf einen Todesmarsch geschickt. Zu den weiblichen Gefangenen aus Grünberg kamen weitere 1700 aus den Außenlagern Schlesiersee I und II. Sie wurden in zwei Gruppen aufgeteilt. Der Marsch von Gerda Weissmanns Gruppe begann am 29. Januar 1945. Die Häftlinge, einige waren barfuß, mussten zu Fuß über die teilweise verschneiten Wege und Straßen marschieren, bewacht und vorangetrieben von der SS. Der Todesmarsch führte zunächst zum Lager Christianstadt. Nach einem dreitägigen Aufenthalt mussten sie weiter marschieren. Der Weg führte über Dresden, Freiberg, Chemnitz, Zwickau, Reichenbach und Plauen zu einem Außenlager des Konzentrationslagers Flossenbürg in Helmbrechts, Bayern, wo sie am 6. März 1945 nach fast 500 Kilometern eintrafen. Am 13. April begann der letzte Abschnitt des Todesmarsches. Die Häftlinge wurden Richtung Sudetenland getrieben.

### Befreiung
Unterwegs starb ihre Freundin Ilse Kleinzähler, mit der sie seit Bolkenhain zusammen gewesen war, an Erschöpfung und Hunger. Drei Abende später erreichte die Gruppe die heutige tschechische Stadt Volary. Nur 120 Frauen aus Gerda Weissmanns Gruppe, die ursprünglich aus rund 2000 Frauen bestanden hatte, hatten den Marsch überlebt.
Die Häftlinge wurden in eine leere Fabrikhalle getrieben. Die SS flüchtete, legte aber zuvor noch in dem Gebäude einen Sprengkörper mit einem Zeitzünder aus. Von Tschechen erfuhren die Frauen, dass Kriegsende sei. Das Gebiet war von der dritten US-Armee unter General George S. Patton erobert worden. Der deutsche Bürgermeister führte nun ein amerikanisches Aufklärungsteam, bestehend aus zwei Mann, zu den Häftlingen. Sie versprachen Hilfe. Am nächsten Tag tauchte wieder ein Jeep mit zwei amerikanischen Soldaten auf. Es war der 7. Mai 1945, einen Tag vor dem Geburtstag von Gerda Weissmann.
Die KZ-Gefangene, die als erste von einem der beiden amerikanischen Soldaten angesprochen wurde, war Gerda Weissmann. Sie führte ihre Befreier in das Gebäude zu ihren Kameradinnen. Einer der Soldaten öffnete Gerda Weissmann hierbei die Tür. Lebenslang erinnerte sie sich an diese höfliche Geste als ein Zeichen von Humanität, die sie jahrelang vermisst hatte. Sie stellte ihm die völlig erschöpften KZ-Häftlinge mit einer weiten Armbewegung vor. Sie zitierte zur Überraschung des Soldaten den deutschen Dichter Johann Wolfgang von Goethe: Edel sei der Mensch, hilfreich und gut! Dies beeindruckte den Soldaten, Leutnant Kurt Klein, sehr. Er war ein jüdischer Emigrant aus Walldorf (Baden). 1937 war er in die USA geflüchtet und 1942 in die US-Armee eingetreten; als sogenannter Ritchie-Boy hatte er eine Spezialausbildung zum Nachrichtendienst erhalten. Er war dem 2. Regiment der 5. US Infanterie-Division zugeteilt worden. Hier gehörte er zu einem der Zwei-Mann-Teams, die als Späher eingesetzt wurden. Kurt Klein brachte die kranke und ausgemergelte Gerda Weissmann in ein Lazarett, sie war in der KZ-Haftzeit weißhaarig geworden und wog nur noch 68 pounds (31 Kilogramm).

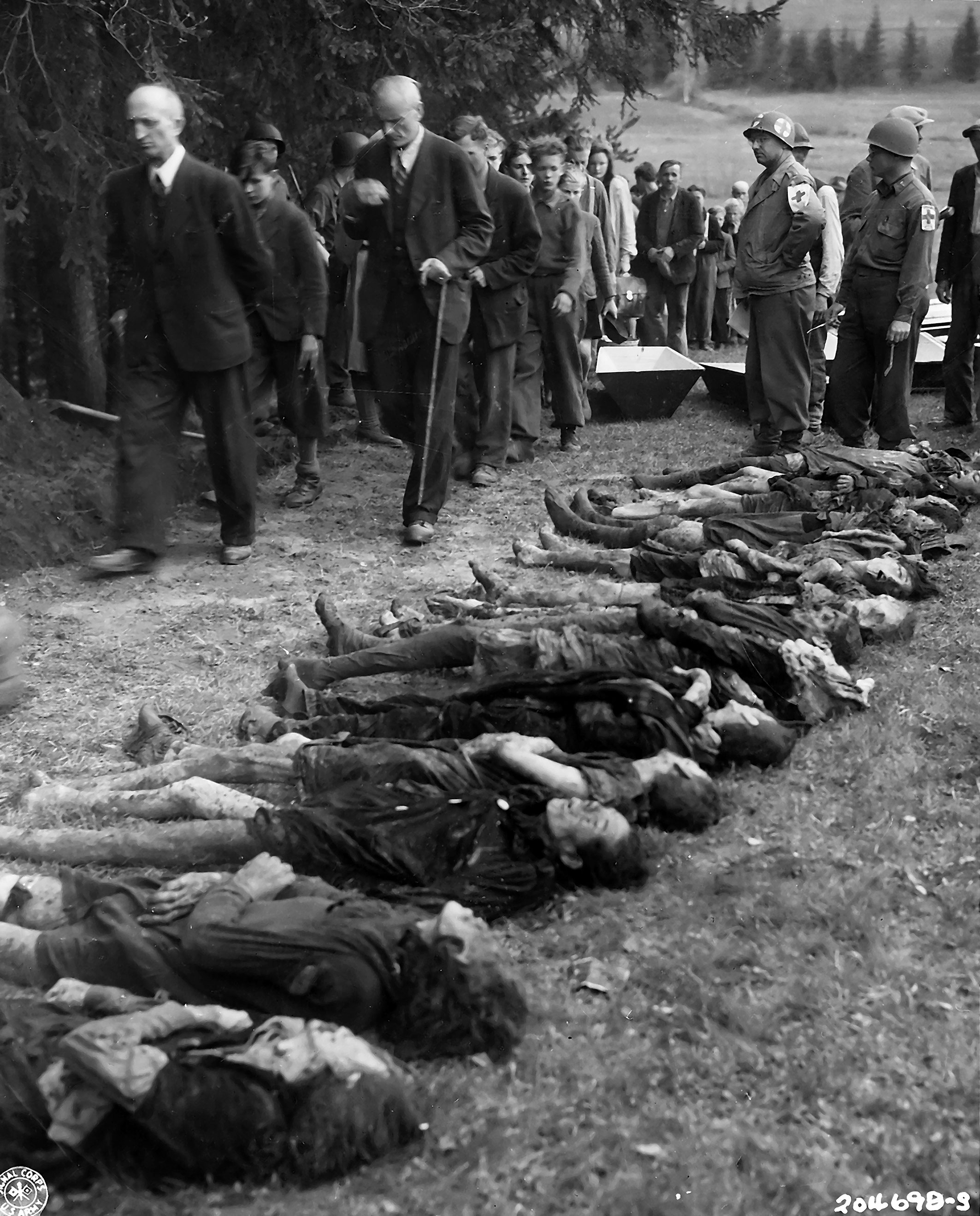
Deutsche Zivilisten werden am 11. Mai 1945 in Volary von US-Militär zum Vorbeigehen an Opfern eines Todesmarsches gezwungen

Am 11. April 1945 wurde in Volary von den amerikanischen Soldaten ein Massengrab mit rund 90 Leichen von Häftlingen des Todesmarsches entdeckt. Zivilisten sudetendeutscher Herkunft mussten sie exhumieren. Die Toten wurden aufgebahrt, und die örtliche Bevölkerung wurde herangeführt, um sie anzusehen. In einer würdevollen Zeremonie, geleitet von dem Rabbiner der 5. US-Infanteriedivision, Herman Dicker, wurden die Ermordeten in Einzelgräbern bestattet.
Nach zwei Wochen wurde Kurt Klein in das 130 km entfernte bayrische Pfarrkirchen versetzt, besuchte Gerda aber so oft wie möglich. Beide begannen eine Freundschaft. Im Laufe der nächsten Monate erholte sie sich und wurde wieder gesund. Als die amerikanische Armee sich nach Bayern zurückzog und die Sowjets einrückten, drängte Kurt Klein darauf, dass Gerda Weissmann zu ihm nach München kommt, wo er ihr eine Arbeit bei der amerikanischen Besatzungsbehörde verschaffte.

### Nach 1945
Im September 1945 verlobten sich die beiden. Im Oktober 1945 kehrte er auf dem Transportschiff Sea fiddler in die USA zurück. Die beiden heirateten am 18. Juni 1946 in Paris. Das Ehepaar ließ sich September 1946 in Buffalo, New York nieder, zuletzt lebten sie in Scottsdale, Arizona. Sie hatten zwei Töchter und einen Sohn sowie acht Enkelkinder. Gerda Weissmann-Klein schrieb von 1978 bis 1996 wöchentlich die Kolumne Stories for Young Readers für die Zeitung Buffalo Sunday News.
Gerda Weissmann-Klein begann die Niederschrift ihres Buches Nichts als das nackte Leben unter dem unmittelbaren Eindruck der Ereignisse. Sie veröffentlichte ihre Lebensgeschichte 1957. Bis 2015 erschienen 66 Auflagen. Das Buch gilt in den USA als ein Klassiker der Holocaust-Literatur. Dort ist es beinahe so bekannt wie das Tagebuch der Anne Frank. In Deutschland hingegen sind das Buch und seine Autorin Gerda Weissmann-Klein fast unbekannt. Eine deutsche Auflage erschien erstmals 1999 im Bleicher Verlag, Gerlingen.
Ihr Buch war 1995 Grundlage für den Film One Survivor Remembers des US-amerikanischen Regisseurs Kary Antholis, der mit einem Emmy und einem Oscar für den besten Dokumentarfilm ausgezeichnet wurde. Bei der Oscarverleihung hielt Gerda Weissmann-Klein eine Rede. Der Film wurde 2012 als besonders erhaltenswert ins National Film Registry der Nationalbibliothek Library of Congress aufgenommen.
2006 sprach Gerda Weissmann-Klein in der UN zum Internationalen Tag des Gedenkens an die Opfer des Holocaust. Sie starb im April 2022 mit 97 Jahren in Phoenix (Arizona), wo sie seit 1985 gelebt hatte.
Das United States Holocaust Memorial Museum stellt in seiner Dauerausstellung ihr Leben dar.

## Veröffentlichungen
englische Ausgaben
- All But My Life. New York 1957, ISBN 0-8090-2460-8
- My tortured Years. London 1960
- The Blue Rose. New York 1974. ISBN 0-88208-047-4
- Promise of a New Spring: The Holocaust and Renewal. 1981 ISBN 0-940646-50-1
- A Passion for Sharing: The Life of Edith Rosenwald Stern. Chappaqua, N.Y. 1984 ISBN 0-940646-15-3
- Peregrinations: Adventures with the Green Parrot. Buffalo, N.Y. 1986. ISBN 0-9616699-0-X
- mit Kurt Klein: The Hours After: Letters of Love and Longing in War's Aftermath. New York 2000 ISBN 0-312-24258-1
- A Boring Evening at Home. 2004 ISBN 0-9710078-8-8
- Wings of Epoh.2007 ISBN 1-891405-49-7
- One Raspberry.2009 ISBN 0-615-35623-0
- The Windsor Caper. 2013 ISBN 978-0-9569213-5-2

deutsche Ausgaben
- Nichts als das nackte Leben. Aus dem Amerikanischen von Anna Kaiser. Rowohlt Taschenbuch Verlag, Reinbek bei Hamburg 2001, ISBN 3-499-22926-9

## TV-Auftritte
Gerda Klein war Gast in der Winfrey Oprah Show, bei CBS Sunday Morning und in 60 Minutes. Nach dem Amoklauf an der Columbine High School arbeitete Gerda Weissmann-Klein mit den Schülern die Ereignisse in einer Sendung von Nightline broadcast auf.

## Ehrungen
- 1974 erhielt Gerda Weissmann-Klein den Hannah Solomon Award des National Council of Jewish Women.
- 1985 zeichnete die zionistische Frauenorganisation Hadassah sie mit dem Myrtle Award aus.
- 1996 wurde sie in Jerusalem, Israel, mit dem Lion of Judah Award ausgezeichnet.
- 2001 wurden Gerda Weissmann-Klein und Kurt Klein als erstes Ehepaar zum Ehrendoktor der Chapman University ernannt.
- Am 15. Februar 2011 ehrte Präsident Barack Obama sie mit der Freiheits-Medaille, einer der beiden höchsten zivilen Auszeichnungen der USA. Am gleichen Tag erhielt diese auch die deutsche Bundeskanzlerin, Angela Merkel, verliehen.
- 2012 wurde Gerda Weissmann-Klein mit der Ellis Island Medal of Honor geehrt.

## Film und Theater
- Im Dokumentarfilm One Survivor Remembers von 1995 berichten Gerda Weismann und Kurt Klein über ihr Leben.
- Das Theaterstück Gerda's Lieutenant, geschrieben von Ellen Gordon Reeves und Bennett Singer, wurde 2009 von dem Regisseur Leigh Fondakowski, der auch am Theaterprojekt The Laramie Project mitwirkte, auf die Bühne gebracht. Grundlage waren die Liebesbriefe aus dem Buch The Hours After. Gerda Weissmann wurde von Lynn Cohen und Kurt Klein von Lynn Cohens Ehemann Ron Cohen gespielt.